# Torneios ATP International Series
Os torneios ATP International Series (conhecidos, de 1990 a 1999, como ATP World Series) foram uma série de competições profissionais realizadas internacionalmente entre 2000 e 2008, e que faziam parte do circuito ATP (ATP Tour). Sua posição foi abaixo do ATP Master Series e do ATP International Series Gold em termos de premiação e pontuação.
Em 2009, substituiu-se pela ATP World Tour 250, que depois de transformaria em ATP 250.

## Torneios
Os locais e títulos desses torneios podem mudar de ano para ano. Em ordem de calendário, são:
| Nome comercial (2008)                           | País | Cidade               | Piso        | Premiação (2008) | Início (como IS) |
| ----------------------------------------------- | ---- | -------------------- | ----------- | ---------------- | ---------------- |
| Next Generation Adelaide                        | AUS  | Adelaide (Austrália) | duro        | US$ 465.000      | 2000             |
| Chennai Open                                    | IND  | Chenai               | duro        | US$ 436.000      | 2000             |
| Qatar ExxonMobil Open                           | QAT  | Doha                 | duro        | US$ 1.049.000    | 2000             |
| Heineken Open                                   | NZL  | Auckland             | duro        | US$ 464.000      | 2000             |
| Medibank International                          | AUS  | Sydney               | duro        | US$ 465.000      | 2000             |
| Movistar Open                                   | CHL  | Viña del Mar         | saibro      | US$ 462.000      | 2001             |
| Brasil Open                                     | BRA  | Mata de São João     | saibro      | US$ 485.000      | 2001             |
| Delray Beach International Tennis Championships | USA  | Delray Beach         | duro        | US$ 411.000      | 2000             |
| Open 13                                         | FRA  | Marselha             | duro (c)    | € 534.000        | 2000             |
| Copa Telmex                                     | ARG  | Buenos Aires         | saibro      | US$ 466.000      | 2001             |
| SAP Open                                        | USA  | San José             | duro (c)    | US$ 436.000      | 2000             |
| PBZ Zagreb Indoors                              | CRO  | Zagreb               | duro (c)    | US$ 370.000      | 2006             |
| Tennis Channel Open                             | USA  | Las Vegas            | duro        | US$ 436.000      | 2006             |
| Estoril Open                                    | POR  | Estoril              | saibro      | € 370.000        | 2000             |
| US Men's Clay Court Championship                | USA  | Houston              | saibro      | US$ 436.000      | 2001             |
| Open de Tenis Comunidad Valenciana              | ESP  | Valência             | saibro      | € 370.000        | 2003             |
| BMW Open                                        | GER  | Munique              | saibro      | € 349.000        | 2001             |
| Grand Prix Hassan II                            | MAR  | Casablanca           | saibro      | € 370.000        | 2000             |
| The Hypo Group Tennis International             | AUT  | Pörtschach           | saibro      | € 370.000        | 2006             |
| Gerry Weber Open                                | GER  | Halle                | grama       | € 713.000        | 2000             |
| The Artois Championships                        | GBR  | Londres              | grama       | € 713.000        | 2000             |
| Orange Warsaw Open                              | POL  | Varsóvia             | saibro      | € 425.250        | 2008             |
| The Slazenger Open                              | GBR  | Nottingham           | grama       | € 370.000        | 2000             |
| Ordina Open                                     | NED  | 's-Hertogenbosch     | grama       | € 349.000        | 2000             |
| Catella Swedish Open                            | SWE  | Båstad               | saibro      | € 353.450        | 2000             |
| Allianz Suisse Open Gstaad                      | SUI  | Gstaad               | saibro      | € 389.000        | 2000             |
| Campbell's Hall of Fame Tennis Championships    | USA  | Newport              | grama       | US$ 385.000      | 2000             |
| Dutch Open Tennis                               | NED  | Amersfoort           | saibro      | € 326.000        | 2002             |
| Indianapolis Tennis Championships               | USA  | Indianápolis         | duro        | US$ 525.000      | 2003             |
| Studena Croatia Open Umag                       | CRO  | Umago                | saibro      | € 326.000        | 2000             |
| Countrywide Classic                             | USA  | Los Angeles          | duro        | US$ 475.000      | 2000             |
| Legg Mason Tennis Classic                       | USA  | Washington           | duro        | US$ 508.000      | 2003             |
| Pilot Pen Tennis                                | USA  | New Haven            | duro        | US$ 708.000      | 2005             |
| BCR Open Romania                                | ROU  | Bucareste            | saibro      | € 370.000        | 2000             |
| Thailand Open                                   | THA  | Bangkok              | duro (c)    | US$ 576.000      | 2003             |
| China Open                                      | CHN  | Pequim               | duro        | US$ 524.000      | 2004             |
| Open de Moselle                                 | FRA  | Metz                 | duro (c)    | € 370.000        | 2003             |
| If Stockholm Open                               | SWE  | Estocolmo            | duro (c)    | € 713.000        | 2000             |
| Kremlin Cup                                     | RUS  | Moscou               | duro (c)    | US$ 1.049.000    | 2000             |
| Davidoff Swiss Indoors                          | SUI  | Basileia             | duro (c)    | € 891.000        | 2000             |
| Grand Prix de Tennis de Lyon                    | FRA  | Lyon                 | carpete (c) | € 713.000        | 2000             |
| St. Petersburg Open                             | RUS  | São Petersburgo      | duro (c)    | US$ 1.049.000    | 2000             |